# Al-Abbas ibn al-Walid
Al-Abbas ibn al-Walid (arabisch العباس بن الوليد, DMG al-ʿAbbās b. al-Walīd; † 750 in Harran) war ein arabischer Feldherr. Er stammte aus der Dynastie der Umayyaden und war ein Sohn des Kalifen al-Walid I.

## Leben
Über das frühe Leben von al-Abbas ibn al-Walid ist wenig bekannt. Zu den arabischen Gewährsmännern, die über ihn berichten, gehört u. a. Tabarī. Berühmt wurde Abbas vor allem wegen seiner energischen Teilnahme an den häufigen Kriegen der Umayyaden gegen das Byzantinische Reich. Bezüglich der Details dieser Kämpfe weichen arabische und byzantinische Quellen öfters voneinander ab. Erstmals wird Abbas im Zusammenhang mit militärischen Auseinandersetzungen des Jahres 707 n. Chr. erwähnt, also kurz nach dem Regierungsantritt seines Vaters al-Walid I. Damals beteiligte er sich mit seinem Onkel Maslama ibn Abd al-Malik am Sturm auf Tyana, einer bedeutenden Festung der Byzantiner in Kappadokien. Die Stadt hielt zunächst im Winter 707/708 einer langen Belagerung durch die Araber stand, musste sich aber im Frühling 708 ergeben, als zum Entsatz geschickte byzantinische Truppen eine Niederlage einstecken mussten. Die Einwohner wurden versklavt. Abbas soll an der Eroberung Tyanas laut arabischen Chroniken wesentlichen Anteil gehabt haben: als den Arabern der Mut bereits gesunken sei, habe er durch sein entschiedenes Auftreten die bereits Fliehenden zur Umkehr und Wiederaufnahme des Kampfes bewogen, was schließlich zum Sieg der Belagerer geführt habe. Byzantinische Gewährsmänner wie Theophanes erwähnen die Einnahme Tyanas ebenfalls, datieren sie aber zwei Jahre später als die arabischen Quellen.
In den nächsten Jahren führte Abbas regelmäßig Feldzüge gegen das byzantinische Kleinasien durch, wobei er teils gemeinsam mit seinem Onkel Maslama, teils allein operierte. Erwähnenswert ist vor allem seine Eroberung von  Sebaste in Kilikien im Jahr 712 sowie von Antiochia in Pisidien im folgenden Jahr, wobei er laut Theophanes zahlreiche Gefangene machte. 720 wurden Abbas und nach ihm auch Maslama zur Niederschlagung eines Aufstandes in den Irak geschickt, den der dortige Statthalter Yazīd ibn al-Muhallab nach dem Tod Omars II. in Basra angezettelt hatte. Die Revolte missglückte, und Yazid fiel im Kampf gegen die Streitkräfte des Kalifen. Als Walid II. an die Macht kam, wollte Abbas anfangs diesem treu bleiben und seinen Bruder  Yazid ibn al-Walid von Umsturzplänen abbringen, musste sich aber schließlich doch daran beteiligen. Walid II. wurde im April 744 getötet und Abbas’ Bruder als Yazid III. der nachfolgende Kalif. Bald darauf konnte aber Marwan II. den Thron besteigen. Der neue Herrscher ließ Abbas in Harran in einen Kerker werfen, wo Abbas 750 einer damals grassierenden Seuche erlag.